# NGC 5584
NGC 5584 este o emission-line galaxy⁠(d) situată în constelația Fecioara. A fost descoperită în 27 iulie 1881 de către Edward Emerson Barnard. Se află la o distanță de 22,08 de megaparseci de Pământ.